# Powiat Hoi
Powiat Hoi (jap. 宝飯郡 Hoi-gun) – dawny powiat w Japonii, w prefekturze Aichi. W 2010 roku liczył 21 781 mieszkańców.

## Historia[2]

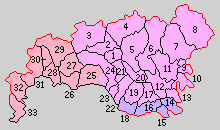
Powiat Hoi (1–33 – 1889 r.)

Powiat Hoi był jednym z powiatów prowincji Mikawa. W pierwszym roku okresu Meiji na terenie powiatu znajdowało się 123 wiosek. 20 grudnia 1878 roku powiat został ustanowiony jako podział administracyjny prefektury Aichi. Wraz z utworzeniem nowego systemu administracyjnego 1 kwietnia 1889 roku powiat Hoi został podzielony na 33 wioski.
- 16 października 1891: (3 miejscowości, 30 wiosek)
  - wioska Shimoji zdobyła status miejscowości.
  - wioska Ushikubo zdobyła status miejscowości.
  - wioska Gamagōri zdobyła status miejscowości.
- 29 stycznia 1982 – wioska Goyu zdobyła status miejscowości. (4 miejscowości, 29 wiosek)
- 13 marca 1893: (6 miejscowości, 27 wiosek)
  - wioska Kō zdobyła status miejscowości.
  - wioska Toyokawa zdobyła status miejscowości.
- 23 czerwca 1894 – wioska Akasaka zdobyła status miejscowości. (7 miejscowości, 26 wiosek)
- 10 grudnia 1894 – wioska Miya zdobyła status miejscowości. (8 miejscowości, 25 wiosek)
- 1 lipca 1906 – miały miejsce następujące połączenia: (8 miejscowości, 13 wiosek)
  - miejscowość Toyokawa, wioski Asōda, Mutsumi (część) → miejscowość Toyokawa,
  - miejscowość Ushikubo, wioski Mutsumi (część), Meiji → miejscowość Ushikubo,
  - wioski Mito, 御馬村, Sawaki → wioska Mito,
  - miejscowość Shimoji, wioski Ō, Shikasuga → miejscowość Shimoji,
  - wioski Motoshige, Kuwatomi → wioska Ichinomiya,
  - wioski Honohara, Hirahata → wioska Yawata,
  - miejscowość Gamagōri, wioski Toyooka, Shizusato, Kaminogō → miejscowość Gamagōri.
- 10 września 1906: (8 miejscowości, 11 wiosek)
  - w wyniku połączenia wiosek Ina i Toyoaki powstała wioska Kozakai.
  - miejscowość Kō powiększyła się o teren wioski Shirotori.
- 1 kwietnia 1924 – wioska Katahara zdobyła status miejscowości. (9 miejscowości, 10 wiosek)
- 12 września 1926 – wioska Kozakai zdobyła status miejscowości. (10 miejscowości, 9 wiosek)
- 11 lutego 1930 – wioska Mito zdobyła status miejscowości. (11 miejscowości, 8 wiosek)
- 1 września 1932 – wioska Shimoji została włączona do miasta Toyohashi. (10 miejscowości, 8 wiosek)
- 10 czerwca 1933 – miejscowość Toyokawa powiększyła się o część miasta Toyohashi.
- 1 czerwca 1943 – miejscowość Toyokawa powiększyła się o miejscowości Ushikubo, Kō i wioskę Yawata i zdobyła status miasta. (7 miejscowości, 7 wiosek)
- 11 lutego 1944 – wioska Nishiura zdobyła status miejscowości. (8 miejscowości, 6 wiosek)
- 1 kwietnia 1954: (6 miejscowości, 5 wiosek)
  - miejscowość Gamagōri powiększyła się o miejscowość Miya i wioskę Shiotsu i zdobyła status miasta.
  - wioska Ichinomiya powiększyła się o wioskę Yamato z powiatu Yana.
- 1 marca 1955 – wioska Maeshiba została włączona do miasta Toyohashi. (6 miejscowości, 4 wioski)
- 1 kwietnia 1955: (6 miejscowości, 2 wioski)
  - w wyniku połączenia miejscowości Akasaka i wiosek Nagasawa i Hagi powstała miejscowość Otowa.
  - wioska Ichinomiya powiększyła się o cześć wioski Sōwa (z powiatu Yana).
- 1 października 1955 – wioska Ōtsuka została podzielona: część została włączona do miasta Gamagōri, a reszta do miejscowości Mito. (6 miejscowości, 1 wioska)
- 1 kwietnia 1959 – miejscowość Goyu została włączona do miasta Toyokawa. (5 miejscowości, 1 wioska)
- 1 kwietnia 1961 – wioska Ichinomiya zdobyła status miejscowości. (6 miejscowości)
- 1 kwietnia 1962 – miejscowość Katahara została włączona do miasta Gamagōri. (5 miejscowości)
- 1 kwietnia 1963 – miejscowość Nishiura została włączona do miasta Gamagōri. (4 miejscowości)
- 1 lutego 2006 – miejscowość Ichinomiya została włączona do miasta Toyokawa. (3 miejscowości)
- 15 stycznia 2008 – miejscowości Otowa i Mito zostały włączone do miasta Toyokawa. (1 miejscowość)
- 1 lutego 2010 – miejscowość Kozakai została włączona do miasta Toyokawa. W wyniku tego połączenia powiat został rozwiązany.